# Бенльєвай
Бенльєвай (порт. Benlhevai; МФА: [bɐ̃j.ʎɨ.ˈvaj]) — парафія в Португалії, у муніципалітеті Віла-Флор. Розташована в північно-східній частині країни, на теренах історичної португальської провінції Трансмонтана. Входить до складу округу Браганса. За адміністративним поділом, чинним до 1976 року, терени парафії були складовою провінції Трансмонтана і Верхнє Дору. Належить до Брагансько-Мірандської діоцезії Католицької церкви. Патрон — Святий Дух. Площа — 11,3511 км². Населення — 234 ос. (2011). Слабо урбанізований регіон. Густота населення — 20,61 осіб/км²
. Код — 041002.

## Населення
| Кількість мешканців | Кількість мешканців | Кількість мешканців | Кількість мешканців | Кількість мешканців | Кількість мешканців | Кількість мешканців | Кількість мешканців | Кількість мешканців | Кількість мешканців | Кількість мешканців | Кількість мешканців | Кількість мешканців | Кількість мешканців | Кількість мешканців |
| ------------------- | ------------------- | ------------------- | ------------------- | ------------------- | ------------------- | ------------------- | ------------------- | ------------------- | ------------------- | ------------------- | ------------------- | ------------------- | ------------------- | ------------------- |
| 1864                | 1878                | 1890                | 1900                | 1911                | 1920                | 1930                | 1940                | 1950                | 1960                | 1970                | 1981                | 1991                | 2001                | 2011                |
| 343                 | 309                 | 432                 | 340                 | 351                 | 353                 | 327                 | 373                 | 507                 | 420                 | 275                 | 251                 | 244                 | 214                 | 234                 |